# Thor (pel·lícula)
Thor és una pel·lícula dirigida per Kenneth Branagh, estrenada el 29 d'abril del 2011. Es tracta d'una adaptació del personatge Thor de còmic homònim creat el 1962. Thor és un heroi que exerceix amb el seu martell justícia, enviat a la Terra per protegir la humanitat. La pel·lícula està compresa dins del megaprojecte de  The Avengers.

## Argument
En 965 dC, Odín (Anthony Hopkins), rei d'Asgard, lliura una guerra contra els Gegants de Gel de Jotunheim i el seu líder Laufey, per evitar que conquereixin els Nou Regnes, començant amb la Terra. Els guerrers asgardians derroten els Gegants de Gel i aprofiten la font del seu poder, el Cofre dels Vells Hiverns.
En el present, el fill d'Odín, Thor (Chris Hemsworth) es prepara per ascendir al tron d'Asgard, però és interromput quan els Gegants de Gel intenten recuperar el cofre. Desobeint l'ordre d'Odín, Thor viatja a Jotunheim per fer front a Laufey, acompanyat pel seu germà Loki (Tom Hiddleston).
Esclata una batalla fins que Odín intervé per salvar els asgardianos, destruint la fràgil treva entre les dues races. Per l'arrogància de Thor, Odín li pren al seu fill el seu poder diví i l'exilia a la Terra, acompanyat del seu martell Mjolnir - la font del seu poder, ara protegit per un encanteri per permetre que només els dignes l'aixequin. Thor aterra a Nou Mèxic, on la científica Jane Foster (Natalie Portman), el troba.

## Repartiment
- Chris Hemsworth: Thor, fill major d'Odín
- Tom Hiddleston: Loki, fill adoptiu d'Odín
- Natalie Portman: Jane Foster, científica que troba a Thor quan aquest cau a la Terra
- Anthony Hopkins: Odín, pare de Thor i Loki, rei d'Asgard
- Rene Russo: Frigga, mare de Thor i Loki
- Jaimie Alexander: Sif, guerrera Asgardiana i amiga de Thor
- Colm Feore: Laufey, rei dels Gegants de Gel
- Stellan Skarsgård: Dr Selvig. Astrofísic
- Adriana Barraza

## Crítica
- "Estimable (encara que poc ambiciós) exercici d'alt camp, una labor per encàrrec resolta amb energia i saber fer. El millor: la senzillesa de la seva grandiloqüència. El pitjor: la seva limitada capacitat de sorpresa. (...) Puntuació: ★★★ (sobre 5)"[2]
- "Un retorn en plena forma per la Marvel, que presenta a un nou heroi al que estarem encantats de tornar a veure... vagi! dins d'un any [nota: Thor apareix en 'The Avengers']. (...) Puntuació: ★★★★ (sobre 5)"[3]
- "Un fragorós espectacle en un univers vibrant, ple de soroll i de fúria, amb un adequat disseny èpic, sòlids efectes digitals i un saludable respecte pel còmic"[4]
- "Thor arriba com un tro, llançant èpics focs artificials que no descuren les espurnes dramàtiques (...) [Hemsworth] no només interpreta el paper: s'ensenyoreix d'ell. (...) Puntuació: ★★★ (sobre 4)"